# Sân vận động Thể thao Malouzini
Sân vận động Thể thao Iconi-Malouzini (tiếng Pháp: Stade omnisports de Iconi-Malouzini) là một sân vận động thể thao nằm ở phía bắc Iconi, Comoros. Sân thuộc sở hữu của Chính phủ Comoros thông qua Bộ Thể thao và Thanh niên. Sân hiện là sân vận động lớn nhất ở Comoros, khu liên hợp thể thao này có thể tổ chức các trận đấu bóng đá cũng như điền kinh nhờ vào đường chạy điền kinh 8 làn 400 m cũng như các hệ thống lắp đặt khác thuộc loại này.
Với sức chứa 10.726 chỗ ngồi, sân vận động này là nơi tổ chức các trận đấu của đội tuyển bóng đá quốc gia Comoros từ năm 2019, trước đó được tổ chức tại Sân vận động Said Mohamed Cheikh ở Mitsamiouli, được khánh thành năm 2007.
Sân vận động này có diện tích 8,55 ha và có sân tập bóng đá để tập luyện nhưng nó có bề mặt cỏ nhân tạo, không giống như sân chính, nơi sẽ tổ chức các trận đấu được lắp đặt mặt cỏ tự nhiên.